# Szklane ławki w Sandomierzu

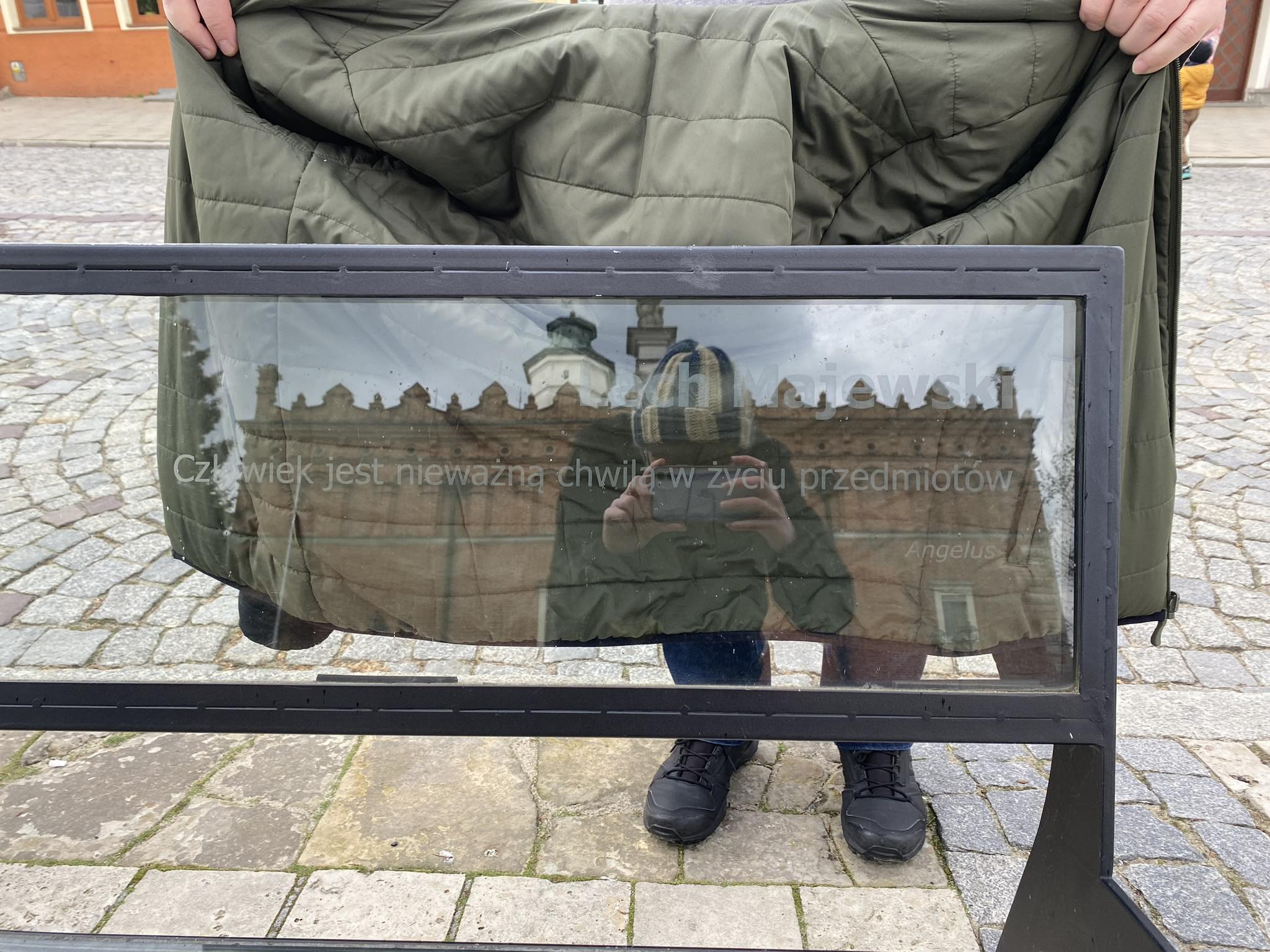
Szklana ławka Lecha Majewskiego z cytatem z filmu „Angelus”: Człowiek jest nieważną chwilą w życiu przedmiotów

Szklane ławki w Sandomierzu – projekt upamiętniający postaci polskiej kinematografii oraz ich twórczość, w ramach którego w 2018 roku na dolnej płycie rynku w Sandomierzu ustawionych zostało 16 szklanych ławek, skierowanych w stronę ratusza.
Ławki zostały zaprojektowane i wykonane przez Pilkington IGP z okazji 15-lecia Festiwalu Filmów-Spotkań NieZwykłych. Każda ławka ma na celu uhonorowanie jedną postać ze świata polskiej kinematografii. Na oparciach znajdują się cytaty z polskich filmów, oraz imię i nazwisko ich twórcy.
Głównymi nagrodami Festiwalu Filmów-Spotkań NieZwykłych są honorowe wyróżnienia: Korona Sandomierska dla Reżyserek i Reżyserów NieZwykłych. Ich nazwiska zostały wypisane na ławkach, które stanowią element upamiętniający i rekreacyjny.

## Uhonorowane postaci
Reżyserki i reżyserzy uhonorowani na ławkach:
- Andrzej Wajda
- Jan Jakub Kolski
- Lech Majewski
- Agnieszka Holland
- Wojciech Marczewski
- Andrzej Barański
- Krzysztof Krauze i Joanna Kos-Krauze
- Janusz Majewski
- Kazimierz Kutz
- Feliks Falk
- Krzysztof Zanussi
- Wojciech Smarzowski
- Dorota Kędzierzawska
- Jerzy Skolimowski
- Janusz Kondratiuk[3].

## Budowa ławek
W ławkach zastosowano szyby laminowane Pilkington Optilam o grubości 17,5 mm (oparcie) i 30 mm (siedzisko). Do wykonania szyb wykorzystano rozwiązania stosowane m.in. dla podłóg szklanych.